# Vollenhovia opacinoda
Vollenhovia opacinoda é uma espécie de formiga do gênero Vollenhovia, pertencente à subfamília Myrmicinae.